# Quirin Jansen
Quirin Jansen (* 20. Januar 1888 in Mausbach bei Stolberg; † 8. November 1953 in Aachen) war Oberbürgermeister der Stadt Aachen in der Zeit von 1933 bis 1944 und Funktionär der Nationalsozialistischen Deutschen Arbeiterpartei (NSDAP).

## Leben und politische Tätigkeit bis 1933
Jansen absolvierte eine kaufmännische Ausbildung, hörte zwei Jahre lang kaufmännische Vorlesungen an der Aachener Hochschule, und brachte es damit zunächst bis zum Bürovorsteher und Personalchef bei der Maschinenbauanstalt C. Mehler GmbH in Aachen. In dieser Zeit knüpfte er erste Kontakte zu den lokalen Nationalsozialisten, v. a. zu den Brüdern Rudolf und Eduard Schmeer. Die Nähe Jansens zum Nationalsozialismus wurde auch dadurch gefördert, dass sein Arbeitgeber Max Mehler diese neue Partei sehr unterstützte: Mehler stellte bewusst Nationalsozialisten ein, und ein großer Teil der Belegschaft des Unternehmens hatte 1927 führende Positionen in der damals noch relativ unbedeutenden Aachener NSDAP inne. Zum 1. Januar 1928 trat dann auch Jansen der Partei bei (Mitgliedsnummer 73.667) und erhielt später das Goldene Parteiabzeichen. Mit dem Aufstieg der Partei in den Jahren von 1930 bis 1933 wurde er in Aachen ihr Organisationsleiter und schließlich stellvertretender Kreisleiter. Im April 1933 wurde er kommissarischer Leiter des Aachener Arbeitsamtes.

## Oberbürgermeister der Stadt Aachen
Hermann Göring, zu dieser Zeit Ministerpräsident von Preußen und damit für die Rheinprovinz zuständig, ernannte Jansen am 2. Juni 1933 zum kommissarischen Oberbürgermeister der Stadt Aachen. Jansen löste damit den Zentrumspolitiker Wilhelm Rombach ab. Jansen übernahm endgültig am 15. September 1933 dieses Amt und in den Folgejahren noch weitere Posten und Funktionen, auch innerhalb der nationalsozialistischen Organisationen; im Jahr 1940 wurde er auf eigenen Antrag in die SS (SS-Nummer 351.270) aufgenommen.
Im Zuge der sogenannten Machtergreifung unterstützte er den Umbau der Stadtverwaltung im nationalsozialistischen Sinne und stand für weitere Ämter zur Verfügung. Auch in den folgenden Jahren arbeitete er an der Entmachtung der traditionellen kommunalen Gremien bzw. Ämter mit, so z. B. der Stadtverordneten. Zur Publikation Stadt in Ketten. Geschichte der Besatzungs- und Separatistenzeit 1918–1929 in und um Aachen des Mundartdichters und Leiter des Aachener Presseamtes Will Hermanns lieferte Jansen 1933 das Nachwort Aachener Nationalsozialisten im Kampf.
Auf den in der Aachener Bevölkerung nach wie vor stark verankerten Katholizismus und die deshalb im Vergleich relativ selbstbewusste Kirchenleitung musste Jansen mitunter Rücksicht nehmen: Anlässlich der Aachener Heiligtumsfahrt im Jahr 1937 hätte ihm in seiner Funktion als Bürgermeister die Ausübung einer traditionell bedeutenden rituellen Handlung zugestanden. Da sich dies kaum mit der nationalsozialistischen Ideologie vereinbaren ließ, formulierte er eine für die Zeit ungewöhnlich höfliche Absage. Dass die Heiligtumsfahrt zu einer Massenprotestveranstaltung gegen die NS-Herrschaft wurde, konnten weder die Partei noch die Stadtregierung verhindern.
Aufgrund der desolaten wirtschaftlichen Lage der Stadt Aachen griff Jansen manchmal auf Verwaltungsvorschriften zurück, um nicht allen Geldforderungen der NSDAP nachgeben zu müssen, etwa wenn es um die Finanzierung der kostspieligen Parteiveranstaltungen ging.
In der chaotischen Situation des September 1944 – kurz vor dem Einmarsch der amerikanischen Truppen – ermächtigte Jansen den Aachener Museumsdirektor Felix Kuetgens, die abwesende Stadtverwaltung zu vertreten und unter dem Stadtkommandanten Gerhard Graf von Schwerin eine Übergangsverwaltung einzurichten, stieß damit jedoch beim Aachener Kreisleiter Eduard Schmeer auf Widerstand.
Laut Hans Siemons setzte sich Jansen mehrmals für inhaftierte Gegner der Nationalsozialisten ein. Jansen wird attestiert, dass er wohl keiner der „fanatischen Nationalsozialisten“ war und dass er bei verschiedenen Gelegenheiten in der Wahrnehmung seiner Aufgaben durchaus Verantwortungsgefühl zeigte. Zudem waren die Befugnisse der Oberbürgermeister gegenüber der Weimarer Republik stark eingeschränkt worden und Organe bzw. Funktionsträger der NSDAP konnten massiv Einfluss auf die Amtsausübung nehmen. Tatsache ist aber auch, dass er sich nur deshalb während der gesamten Dauer des „Dritten Reiches“ als Oberbürgermeister der Stadt Aachen halten konnte, weil er sein Amt grundsätzlich im Sinne der nationalsozialistischen Ideologie ausübte.

## Nachkriegszeit

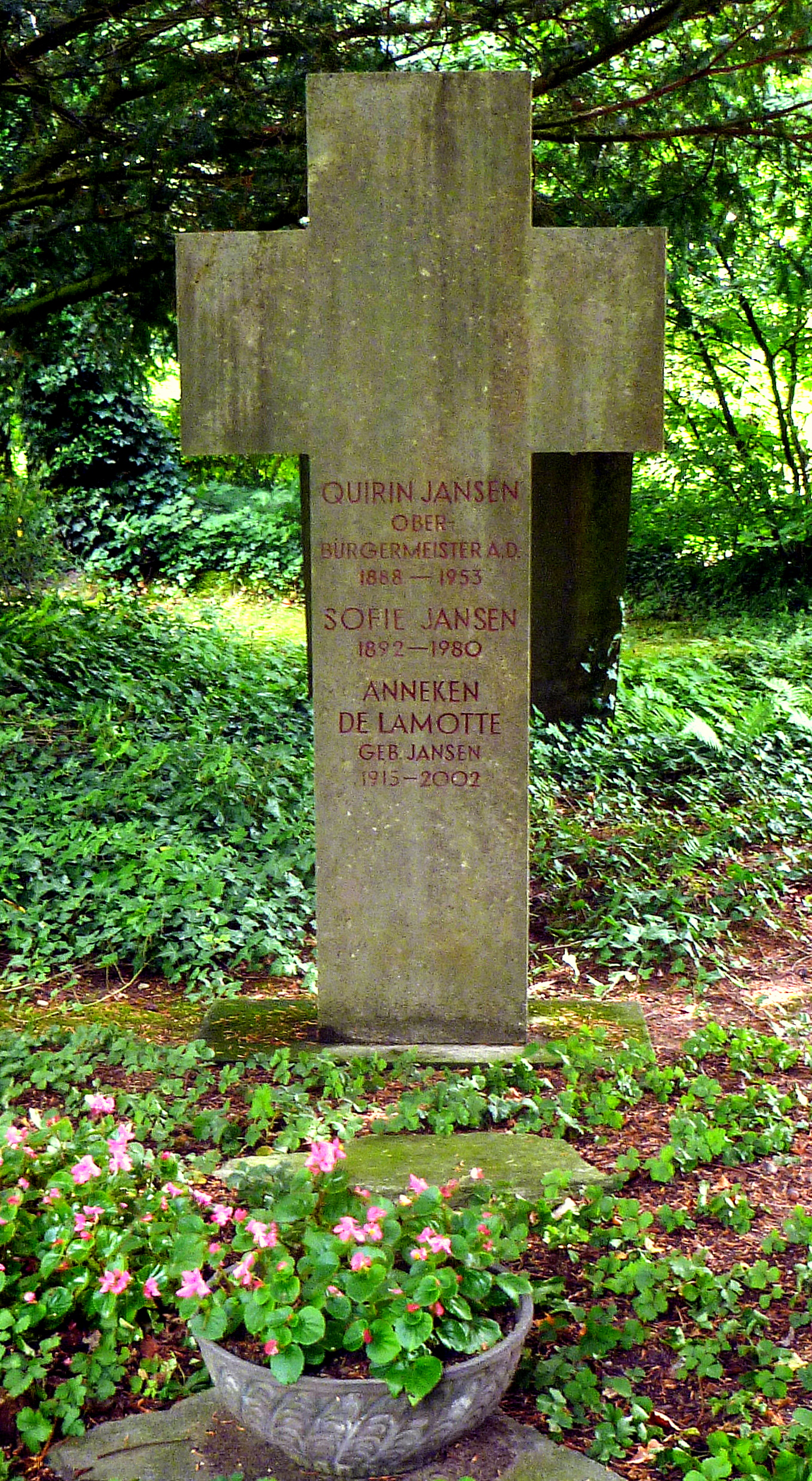
Grabstätte Quirin Jansen

Im Jahr 1947 war Jansen Mitangeklagter in dem Prozess vor einem britischen Militärgericht, der sich mit dem absichtlich gelegten Brand der Aachener Synagoge in der Nacht vom 9. auf den 10. November 1938, der sog. Reichskristallnacht, befasste. Der genaue Tathergang und die Vorgeschichte konnten jedoch nicht mehr genau festgestellt werden.
Bis 1948 blieb Jansen interniert. Im Entnazifizierungsverfahren wurde er günstig beurteilt, durfte allerdings keine öffentlichen Ämter mehr bekleiden und die Stadt Aachen setzte seine Rente aus. Jansen lebte weiterhin in Aachen. Er fand zusammen mit seiner Frau Sofie, geb. Penke, seine letzte Ruhestätte auf dem Aachener Ostfriedhof.